# Dein Leben in meiner Hand
Dein Leben in meiner Hand ist ein US-amerikanischer Kriminalfilm aus dem Jahr 1950 von Michael Gordon mit Ida Lupino und Stephen McNally in den Hauptrollen. Der Film wurde von Universal-International produziert und zählt zum Subgenre des Film noir. Er basiert auf dem Fortsetzungsroman Fugitive from Terror von James Webb, der vom 9. Mai bis zum 7. April 1949 in der The Saturday Evening Post erschien.

## Handlung
Nahe der Stadt Clarkville in North Carolina stürzt ein Auto von einer Brücke in einen Fluss. Versteckt im Wald beobachtet Deborah Clark die Rettungsarbeiten und denkt über die Ereignisse nach, die zu ihrer jetzigen Lage führten.
Deborahs Vater John Chandler ist Besitzer einer Sägemühle. Deborah begegnet ihrem Ex-Freund Selden Clark, der jetzt Geschäftsführer der Mühle ist. Selden ist überrascht, dass Deborah nach New York abreisen will. Ihr Vater war gegen die Verbindung  seiner Tochter mit Seldon. Während Deborah packt, erfährt sie, dass ihr Vater schwer verletzt wurde. John Chandler überlebt die Verletzungen nicht und schon kurz darauf macht Selden Deborah einen Antrag, den sie dann auch annimmt.
Die Flitterwochen will das Paar in einer abgelegenen Berghütte verbringen. Jedoch begegnet Deborah dort Patricia Monahan, die ihr erzählt, dass sie mit Selden Zeit in der Hütte und in ihrer Heimatstadt Raleigh verbracht habe. Als Selden sie schlägt, wirft ihm Patricia vor, Deborah ihres Geldes wegen geheiratet zu haben. Sie gibt ihm zudem die Schuld am Tod von Deborahs Vater. Die verstörte Deborah will die Ehe annullieren lassen. Selden gibt daraufhin zu,  dass er die Mühle haben wolle und sie hindern werde, ihn zu verlassen. In der Nacht schleicht sich Deborah aus der Hütte, wird aber von Selden beobachtet. Als sie die Bergstraße hinunterfährt, bemerkt sie, dass die Bremsen ihres Autos nicht funktionieren. Kurz darauf kommt es zu dem eingangs erwähnten Unfall. Dabei wird Deborah aus dem Auto geschleudert und kann in die Wälder flüchten.
Deborah geht davon aus, dass ihr niemand Glauben schenken wird. Daher will sie als tot gelten, bis sie Patricia kontaktieren kann. Mit einem Bus fährt sie nach Raleigh. Dort begegnet sie dem Ex-Soldaten Keith Ramsey, der sich als Zeitungsverkäufer betätigt und mit ihr flirtet. Verwirrt geht Deborah davon, nur um herauszufinden, dass Patricia die Stadt verlassen hat. Sie nennt sich von nun an Ann Carter und nimmt einen Job als Kellnerin an.
In der Zwischenzeit setzt Selden, nicht überzeugt von Deborahs Tod, eine Belohnung von 5.000 Dollar für Informationen über ihren Aufenthaltsort aus. Deborah sieht ihr Bild in der Zeitung, kündigt und besteigt den Bus nach Knoxville. Keith hat das Bild ebenfalls gesehen und folgt ihr in den Bus. In Knoxville lädt er sie zum Essen ein und ruft heimlich Selden an. Der gibt vor, gerade nicht abkömmlich zu sein, fährt aber sofort danach nach Knoxville. 
Keith und Deborah gehen nach dem Essen in ihr Hotel, das mit Teilnehmern einer Tagung überfüllt ist. In der Menge werden beide voneinander getrennt. Der mittlerweile angekommene Selden erspäht sie und folgt ihr ins Treppenhaus. Er ergreift sie und will sie über das Geländer stoßen, wird aber von einer Gruppe Tagungsteilnehmer gestört und muss flüchten.
Am nächsten Morgen enthüllt Deborah Keith, wer sie ist und dass Selden versucht hat, sie umzubringen. Keith glaubt, dass Deborah hysterisch ist und bringt sie zum Zug, wo Selden, von Keith informiert, auf sie wartet. Als Keith von einem Tagungsteilnehmer hört, dass er Selden am vorherigen Abend im Hotel gesehen habe, wird Keith klar, dass Selden gelogen hat. Im Zug enthüllt Selden, dass er Deborah in eine psychiatrische Klinik einweisen lassen will. An der nächsten Station kann Deborah aus dem Zug entkommen und stößt auf Keith, der dem Zug mit einem Flugzeug gefolgt ist. Sie findet zudem Patricia, die ihr zusagt zu helfen. Doch als sie Keith zurücklassen, liefert sie Deborah an der Mühle an Selden aus. Der will seine Frau genauso töten, wie er ihren Vater tötete. Doch in der Dunkelheit verwechselt er Deborah mit Patricia und stößt diese in die Tiefe. Keith kommt hinzu und verwickelt Selden in einen Kampf auf Leben und Tod. Er kann Selden töten. Später kommen Keith und Deborah als Ehepaar in Kalifornien an.

## Produktion

### Hintergrund
Gedreht wurde der Film von Anfang Juli bis zum 6. September 1949 in Fresno sowie in den Universal-Studios in Universal City.

### Stab
Robert Clatworthy und Bernard Herzbrun waren die Art Directors, Russell A. Gausman und Ruby R. Levitt die Szenenbildner, Orry-Kelly der Kostümbildner. Leslie I. Carey und Robert Pritchard waren für den Ton verantwortlich, Bud Westmore, Del Armstrong und John G. Holden für das Make-up.

### Besetzung
In kleinen nicht im Abspann erwähnten Nebenrollen traten Gertrude Astor, Peggie Castle, Heinie Conklin, Harold Goodwin, Francis McDonald, Hans Moebus, Jerry Paris und Bill Walker auf.
Regisseur Michael Gordon und Produzent Michael Kraike hatten Cameo-Auftritte. Tony Curtis ist in der Originalfassung als Stimme eines Radiosprechers zu hören.

## Synchronisation
| Rolle                  | Schauspieler      | Deutscher Synchronsprecher |
| ---------------------- | ----------------- | -------------------------- |
| Deborah Chandler Clark | Ida Lupino        | Angelika Rossaro           |
| Selden Clark IV        | Stephen McNally   | Arnim André                |
| Keith Ramsen           | Howard Duff       | Sascha Hehn                |
| Patricia Monahan       | Peggy Dow         | Dagmar Heller              |
| John Chandler          | John Litel        | Holger Hagen               |
| Lucius Maury           | Taylor Holmes     | Leo Bardischewski          |
| Pops Link              | Irving Bacon      | Horst Sachtleben           |
| Clara May              | Peggie Castle     | Shandra Schadt             |
| Moyer                  | David Clarke      | Gudo Hoegel                |
| Polizist               | Harold Goodwin    | Norbert Gastell            |
| Rezeptionist           | Tim Graham        | Manfred Schmidt            |
| Partygast              | Jerry Hausner     | Michael Rüth               |
| Partygast              | I. Sanford Jolley | Michael Gahr               |
| Hausdiener             | Bill Walker       | Donald Arthur              |

Anmerkung: Die kursiv geschriebenen Namen sind Rollen und Darsteller, die nicht im Abspann erwähnt wurden.

## Veröffentlichung
Die Premiere des Films fand am 6. Januar 1950 statt. In der Bundesrepublik Deutschland kam er am 24. September 1951 in die Kinos, in Österreich am 19. Oktober 1951.

## Kritiken
Der Filmkritiken-Aggregator Rotten Tomatoes hat in einer Auswertung ein Publikumsergebnis von 80 Prozent positiver Bewertungen ermittelt.
Das Lexikon des internationalen Films schrieb: „Rührseliger, aber effektvoller Thriller.“
Die Filmzeitschrift Cinema befand: „Melodramatischer, gekünstelter Thriller.“
Bosley Crowther von der The New York Times bescheinigte Regisseur Gordon Spannung aufzubauen trotz einiger unglaubwürdiger Aspekte und einem uninspirierten Höhepunkt. Der Film habe einen Anteil authentischer Aufregung, die in lebhafter Art und Weise präsentiert werde.